# Apellidos alemanes
El estudio etimológico de los apellidos alemanes se inició a finales de la Edad Media. La mayor parte de los apellidos alemanes se generaron a partir de apodos. Se clasifican en cuatro grupos, con base en el origen del apodo: uno o más nombres de pila, designaciones de profesiones, descripción física y referencias geográficas que algunos describen alguna característica específica en el dialecto correspondiente a la zona en la que se originaron.
Con frecuencia, los nombres de pila se convirtieron en apellidos cuando se identificaba a algunas personas a través del nombre de su padre, es decir, con el patronímico. Por ejemplo, el apellido Ahrend se convirtió, con el tiempo, en Ahrends, al añadirle la terminación -s correspondiente al caso genitivo del alemán (en alemán, la frase Ahrends Sohn equivale en español a "el hijo de Ahrend"). 
Ejemplos de apellidos: Ahrends, Burkhard, Wulff, Friedrich, Benz. Dado que muchos de los primeros registros urbanos se escribieron en latín, era frecuente que se usara el plural genitivo -i como, por ejemplo, en Jakobi o en Alberti o (escrito con -y) en Mendelssohn Bartholdy.
Las designaciones de oficios fueron la forma más común de formar apellidos. Cualquiera que tuviese una ocupación poco usual terminaría por ser identificado con ella. Ejemplos: Schmidt (herrero), Müller (molinero), Meier (administrador de una granja; emparentado con Mayor y Meyer), Schulze (corregidor), Fischer (pescador), Schneider (sastre), Maurer (masón, albañil), Bauer (granjero), Metzger o Fleischer (carnicero), Töpfer o Toepfer (alfarero) o Weber (tejedor de redes), Schweizer (ordeñador, suizo).
Los nombres de características físicas se tomaron como apellidos en casos como Kraus (pelo ondulado), Schwarzkopf (cabeza negra), Klein (apodo, pequeño) y Groß (grande).
- Nombres geográficos de los que se derivaron apellidos gentilicios, como Kissinger (de Kissingen), Schwarzenegger (de Schwarzenegg), Busch (arbusto), Bayer (de Baviera, en alemán Bayern). Böhm indica que la familia proviene de la región de Bohemia.

Un caso particular es el de los apellidos derivados de nombres de lugares o edificios. Antes de la asignación de nombres y numeración a las calles, e incluso mucho después, muchos edificios importantes, tales como posadas, molinos y granjas, tenían nombre. Generalmente, eran más conocidos por este que por la gente que vivía en ellos; los habitantes recibían su apellido del nombre del edificio o zona. Podía estar combinado con una profesión: Rosenbauer (granjero de rosas, por una granja llamada 'la rosa'); Kindlmüller (niño-molinero, de un molino llamado "el niño de Navidad", "el hijo pródigo' o 'el hijo [niño] del rey"). También se usaba el nombre tal cual: Bär (oso); Engels (de Engel, ángel). 
La inmigración, fomentada a menudo por las autoridades locales, aportó apellidos foráneos a las regiones de habla alemana. Según la historia regional o las condiciones geográficas y económicas reinantes en las diversas épocas, numerosos apellidos tienen origen francés, neerlandés, italiano, húngaro o eslavo (p.ej., polaco). 
En ocasiones, han perdurado con su forma original; en otras, la ortografía se ha adaptado al alemán (la terminación eslava ic se ha convertido en alemán en -itz o -itsch, pronúnciese "ich"). Con el tiempo, la ortografía se ha modificado frecuentemente para reflejar la pronunciación efectiva en alemán (Sloothaak, del neerlandés Sloothaag).
Ciertos apellidos tienen la particularidad de provenir de frases de uso cotidiano, como es el caso de Dumrauf descrito por Max Gottschald en el libro "Deutsche Namenkunde", teniendo su origen en la frase "tu mir auf" (ábrame) destinada a un guardia de seguridad, que derivó en Tumrauf, Tumerauf y más tarde -por malentendidos en pronunciaciones y anotaciones- en Dumerauf, y el más frecuente actualmente, Dumrauf. 
La preposición von ("de") se usaba para distinguir la nobleza; por ejemplo, si alguien era Barón de la villa de Veltheim, su familia sería von Veltheim. En tiempos modernos, la gente perteneciente a la nobleza agrega 'von' a su nombre. Por ejemplo, el nombre completo de Johann Wolfgang Goethe sería Johann Wolfgang von Goethe. Esta práctica termina al abolirse la nobleza en Alemania y Austria en 1919. En algunas zonas de Suiza, von se usa en nombres geográficos en vez de nobles; p.ej., von Däniken (del pueblo de Däniken). Lo mismo ocurre en los Países Bajos y Flandes, donde se habla neerlandés (idioma muy similar al alemán) y donde tal tipo de apellidos era muy común. Muchos nombres de ciudades terminaron dando lugar a apellidos neerlandeses (Van Gogh, Van Keulen, Van Gulik, Van Bon, etc.), pero no así a alemanes.
Los judíos germanoparlantes no adoptaron apellidos hasta los siglos XVIII y XIX. Algunos pudieron escogerlos ellos mismos, creando apellidos con dos nombres que sonaran bien. Ejemplos: Goldblum (flor dorada), Rosenthal (valle de rosas), Rothschild (escudo rojo), Schwarzschild (escudo negro), Silberschatz (tesoro de plata), Stein (piedra). Otros adoptaron apellidos alemanes tradicionales para no llamar la atención, como los conocidos Meyer o Löwe, que podría referirse tanto a la palabra alemana 'Löwe' (león) como a la tribu judía de Leví.
En cuanto a los apellidos originariamente locales, son numerosos los que presentan características de dialectos locales, tal es el caso de las terminaciones corrientes de los diminutivos en el sur de Alemania, Austria y Suiza, como -l -el, '-erl, -le o -li como en Kleibl, Schäuble o Nägeli (de 'Nagel', uña, clavo).
Muchos nombres de familias no poseen una conexión obvia con una comunidad, ocupación o descripción geográfica. Uno de ellos es Geier, que puede referirse a un ave, una ciudad o una historia oral de origen campesino sobre el robo de bebés humanos de un pueblo por parte de aves gigantes que devolvieron a sus captivos una vez que los pueblerinos atacaron y destruyeron sus nidos.